# Lista över reggaesångare
Detta är en lista över reggaesångare.
En reggaesångare är en soloartist eller en av ett antal vokalister som sjunger reggae eller är sångare i en reggaegrupp. Den alfabetiskt ordnade listan nedan innehåller även reggae-DJ:s, toasters, reggaepoeter och dancehallartister, artister som ofta pratsjunger i stället för att sjunga, samt reggaemusiker som ibland sjunger och/eller har skrivit även låttexterna till stora reggae-hits.
Listan innehåller ett urval av de mest kända reggaesångarna, deras egentliga namn, födelsedata samt nationalitet. De har antingen bidragit i väsentlig grad till reggae-genren eller exponerats i hög grad genom att till exempel släppa album (som kanske även har sålt bra) på större och/eller kända skivbolags-etiketter. Eftersom mer än hälften av artisterna har tagna artistnamn är den alfabetiska listan sorterad efter förnamn.

## A
- Albert "Apple Gabriel" Craig, (Jamaica). En av sångarna i vokalisttrion Israel Vibration.
- Alborosie (född Alberto Dascola i Italien, nu boende i Kingston, Jamaica), (1977 –). Sångare, deejay, skivproducent.
- Ali Campbell (född Alistair Ian Campbell i Birmingham, Storbritannien), (15 feb 1959 – ) en av grundarna av bandet UB40.
- Alpha Blondy (född Seydou Koné i Dimbokoro, Elfenbenskusten), (1 jan 1953 – )
- Alton Ellis (född Alton Nehemiah Ellis i Jamaica), (1 sep 1938 - 10 okt 2008) Rocksteadyns "gudfader".
- Anthony B (född Keith Blair Trelawny, Jamaica), (31 mars 1976 – ).
- Ashanti Roy (född på Jamaica), (1947 – ). Ingår i vokalisttrion The Congos, eller Cedric Myton and the Congos
- Augustus Pablo (Född Horace Swaby i St. Andrews, Jamaica), (21 juni 1954 – 18 maj 1999) Musiker (melodica), musikproducent.

## B
- Bajja Jedd
- Barrington Levy (född i Clarendon, Jamaica), (30 apr 1964 – ) Dancehallartist.
- Barry Brown (född på Jamaica), (1962 – 28 maj 2004). Mest känd för låten och albumet Step It Up Youthman 1979.
- Barry Llewelyn. Sångare i vokalistrion The Heptones.
- Beenie Man
- Big Youth (född Manley Auguatus Buchanan i Trenchtown, Kingston, Jamaica), (19 apr 1949 -- ) Legendarisk toastende DJ på 1970-talet jämte U Roy
- Bim Sherman
- Bling Dawg (född Marlon Ricardo Williams i Kingston, Jamaica), (1981 – ). Dancehallartist, även känd som Ricky Rudie.
- Bob Marley (född Robert Nesta Marley i Nine Miles, St Ann, Jamaica), (6 feb 1945 – 11 maj 1981). Sångare, gitarrist, låtskrivare; reggaeikon och frontfigur i bandet The Wailers. Slog igenom internationellt 1973 med albumen Catc A Fire och Burnin.
- Bounty Killer
- Brinsley Forde (född i London, Storbritannien), (16 oktober 1953 – ). Sångare i brittiska bandet Aswad
- Bruce Ruffin. Sångare i rocksteady- och reggaevokalisterna Techniques omkring 1968 - 73.
- Buju Banton
- Bunji Garlin
- Bunny Livingstone Se Bunny Wailer.
- Bunny Wailer (född Neville O'Reilly Livingstone i Kingston, Jamaica), (10 apr 1947 – ). Bildade som 15-åring The Wailers tillsammans med Bob Marley (Marleys mor var då sambo med Livingstones far).
- Bushman
- Buster Bloodvessel Sångare och frontfigur i brittiska ska-, reggae- och rocksteadybandet Bad Manners.

## C
- Capleton (född som Clifton George Bailey III i St. Mary, Jamaica), (13 april 1967 – )
- Carl Henry
- Carl-Martin Vikingsson
- Carlton Livenston
- Cecil "Skeleton" Spence. Sångare i den jamaicanska vokalisttrion Israel Vibration, första generationens reggaeartister som fortfarande turnerar flitigt.
- Cecile
- Cedric Myton, även kallad Cedric "Congo" Myton (född på Jamaica), (1947 – ). Ingår i vokalisttrion The Congos eller Cedric Myton and the Congos.
- Chezidek (född i St. Ann, Jamaica).
- Christafari
- Christophe Mali (född som Christophe Petit i Antony, Frankrike), (1976 – )
- Chuck Fender (född Leshorn Whitehead i Brooklyn, New York), (15 juni 1972 – )
- Cocoa Tea (född som Calvin George Scott i Kingston, Jamaica), (3 sep 1959 – ). Artistnamnet kommer sig av att han älskar kakaote.
- Cornell Campbell

## D
- Daddy Boastin
- Damian "Junior Gong" Marley (född i Kingston, Jamaica), (21 juli 1978 – ). Son till Cindy Breakspeare och Bob Marley
- Dandy Livingstone (född Robert Livingstone Thompson i Kingston, Jamaica), (14 dec 1943 – ). Brittisk sångare och musikproducent; en av grundarna av Trojan Records.
- David Hinds (född i Handsworth, Birmingham, UK), (15 juni 1956 – ). Gitarrist, ledsångare och låtskrivare i brittiska Steel Pulse.
- Delbert Tyson (även känd som Ngoni, född i Southall, London, Storbritannien). Sångare och låtskrivare i brittiska Misty in Roots.
- Delroy Wilson (född i Trenchtown, Kingston, Jamaica) (5 okt 1948 – )
- Dennis Alcapone (född Dennis Smith i Clarendon, Jamaica), (6 aug 1947 – ). En av de tidiga toasters som kom i kölvattnet på U-Roy.
- Dennis Brown (Dennis Emanuel Brown född i Kingston, Jamaica), (1 feb 1957 – 1 juli 1999)
- Desmond Dekker (född Desmond Adolphus Dacres i Kingston, Jamaica), (16 juli 1941 – 25 maj 2006). Ska- och reggaesångare; före Bob Mrley och Jimmy Cliff den mest kände reggaeartisten utanför Jamaica.
- Delroy Wilson (född i Trenchtown, Kingston, Jamaica), (5 0kt 1948 – )
- Desmond Foster
- Don Carlos (född Euvin Spencer, Western Kingson, Jamaica), (1952 – ). Startade sin karriär som en av originalmedlemmarna i vokaltrion Black Uhuru 1973.
- Donald "Tabby" Shaw. Sångare i trion The Mighty Diamonds.

## E
- Earl Morgan. Sångare i vokalistrion The Heptones.
- Eddy Grant (född som Edmond Montague i Storbritannien), (5 mars 1948 – )
- Eek-a-Mouse (född Ripton Hilton i Kingston, Jamaica), (19 nov 1957 – ). Framför allt dancehall-artist; skapade subgenren singjaying.
- Elephant Man.

## F
- Fantan Mojah
- Fitta Warri
- Fitzroy "Bunny" Simpson. Sångare i trion The Mighty Diamonds.
- Frankie Paul (född Paul Blake, Kingston, Jamaica), (1965 – ). En av Jamaicas mest älskade dancehall-artister. Slog igenom 1984 med låten Rub-A-Dub Soldier.
- Fredasp

## G
- Garnett Silk (född Garnett Damion Smith på Jamaica), (2 apr 1966 – 10 dec 1994)
- GeneralKnas
- George Nooks (Jamaica)
- Gentleman (musiker) (född som Otto Tilmann i Osnabrück, Tyskland) (19 april 1975 -- ). Bosatt i Köln, Tyskland och på Jamaica.
- Ginjah (född Valentine Nakrumah Fraser i Hanover, Jamaica). (7 sep 1978 – )
- Governor Andy
- Gregory Isaacs (Gregory Anthony Isaacs, född i Fletchers Land, Kingston, Jamaica), (15 juli 1950 – ). Den främste artisten inom sub-genren lovers rock.
- Guillermo Bonetto (född i Buenos Aires, Argentina), (1967 – ). Sångare i argentinska bandet Los Cafres, senare verksam i Kanada.
- Guizmo (född som Cyril Célestin i Paris, Frankrike), (11 april 1972 – )
- Gwen Stefani (född Gwen Renén Stefani i Fullerton, Kalifornien), (3 okt 1969 – ). Sångerska i ska/rocksteadybandet No Doubt.
- Gyptian (född Windel Beneto Edwards i Jamaica), (25 okt 1983 – ). En av den tredje generationens reggaesångare.

## H
- Helt Off
- Horace Andy (född Horace Hinds i Kingston, Jamaica), (19 feb 1951 – ). Legendarisk roots reggae-sångare. En tidig hit var Skylarking.
- Hugh Mundell (1962-1983)

## I
- I-Roy
- Ijahman Levi (född Trevor Sutherland i Jamaica), (1946 – )
- Ini Kamoze (född i Port Maria, St. Mary, Jamaica), (9 oktober 1957 – ).
- Ismael Levi

## J
- Jacob Miller (född i Kingston, Jamaica), (4 maj 1952 – 23 mars 1980). Morbror till Maxi Priest
- Jah Cure (född Siccature Alcock i Hanover, Jamaica), (11 okt 1978 – )
- Jah Lion
- Jah Mason (född i Manchester, Jamaica).
- Jimmy Cliff
- Joe Higgs (född i Trenchtown, Kingston, Jamaica), (3 juni 1940 – 18 dec 1999)
- John Spence (född John Francis Spence i Anaheim, Kalifornien), (3 feb 1969–21 dec 1987). Sångare i ska/rocksteadybandet No Doubt.
- Judge Dread (född Alexander Minto Hughes i Storbritannien), (2 maj 1945 – 12 mars 1998). Ska-, rocksteady- och reggaeartist, tog sitt artistnamn från en låt av Prince Buster. Enligt Guinness Rekordbok (2006) har han flest bannlysta låtar genom tiderna.[källa behövs]
- Judy Mowatt (född 11 november 1952 i Gordon Town, St. Andrew, Jamaica)
- Julian Ricardo Marley (född i London, UK), (4 juni 1975 – ), brittisk reggaemusiker. Son till Bob Marley och Lucy Pounder från Barbados.
- Junior Kelly (född i Kingston, Jamaica), (23 september 1969 – ).
- Junior Murvin (född Murvin Junior Smith i Port Antonio, Jamaica), (1949 – ). Mest känd för reggaeklassikern Police And Thieves.

## K
- Kalle Baah
- Kapten Röd
- King Tubby (född Osbourne Ruddock i Kingston, Jamaica), (28 jan 1941 – 6 feb 1989) musikproducent, reggaemixare; utvecklade reggaen i allmänhet och dubmusiken i synnerhet.
- Ky-Mani Marley (född i Falmouth, Jamaica, son till Bob Marley och Anita Belnavis), (26 feb 1976 – ). Skådespelare och reggaeartist.

## L
- Lady Saw
- Lascelle "Wiss" Bulgin. Sångare i vokalisttrion Israel Vibration.
- Leafy
- Lee "Scratch" Perry (född Rainford Hugh Perry i Kendal, Jamaica), (20 mars 1936 – ) Skivproducent, "studio man" och sångare. En av dem som haft störst betydelse för reggaens utveckling och för hur den kom att låta på 1970- och 1980-talet.
- Leroy Sibbles. Sångare i vokalistrion The Heptones.
- Linton Kwesi Johnson (född i Chapelton, Jamaica, uppväxen i Storbritannien), (24 aug 1952 – ). Reggaepoet.
- Louchie Loue
- Luciano (född som Jephter McClymount i Manchester, Jamaica), (20 oktober 1964 – ).
- Lukie D (född Michael Kennedy i Cockburn Pen, Kingston, Jamaica), (1972 – ). Sound system-artist och dancehall-sångare.
- Lucky Dube (född Lucky Philip Dube i Ermelo, Mpumanlanga i Sydafrika), (3 aug 1964 – 18 okt 2007 (mördad) i Johannesburg). Under många år Sydafrikas mest säljande musikartist.
- Lutan Fyah (född Anthony Martin i St. Catherine, Jamaica) (dec 1975 – )

## M
- Mad Lion
- Manu Eveno (verksam i Frankrike). Sångare i och initiativtagare till gruppen Tryo
- Marcia Griffiths (född Marcia Llyneth Griffiths i Kingston, Jamaica), (23 nov 1949 -- ). Sångerska 1970 - 74 i Bob (Bob Andy) and Marcia, i The I Threes 1974 - 81, omfattande solokarriär.
- Marcus Berg (född i..... )
- Marlon Asher (född på Trinidad)
- Martin Jondo
- Matisyahu (född som Matthew Miller i West Chester, Pennsylvania), (30 juni 1979 -- ). Av judisk härkomst, uppvuxen i Berkeley, Kalifornien, bosatt i White Plains, New York.
- Max Romeo flera av hans stora hits kompades av The Upsetters
- Method Man
- Michael Rose (född i slumområdet Waterhouse, Kingston, Jamaica), (11 juli 1957 – ). Sångare i Black Uhuru samt solokarriär. Främst roots reggae.
- Millie Small (född som Millicent Small i Clarendon, Jamaica), (6 okt 1946 – ). Framförde den första ska-låten som blev en internationell succé: My Boy Lollipop.
- Million Stylez
- Morgan Heritage; reggaeband bestående av den kände reggaeartisten Denroy Morgan och fem av hans barn: Una, Roy, Peter, Makhamya och Memo Morgan.
- Mr Fred
- Mr Vegas (född som Clifford Smith i Port of Spain, Jamaica), (född i början av 1970-talet)
- Mystic Roots

## N
- Nasio Fontaine

## P
- Papa Dee
- Pato Banton
- Peps Persson
- Per Odeltorp (sångaren och basisten Stig Vig i bandet Dag Vag), (19 nov 1948 – )
- Peter Tosh
- Poko (född Wolford Tyson i Southall, London, Storbritannien). Medlem i brittiska Misty In Roots
- Prince Buster

## R
- Ras Shiloh
- Ranking Roger (född Roger Charlery in Birmingham, Storbr.), (21 feb 1961 – ). Sångare i ska/reggae-gruppen The Beat och i General Public.
- Richie Spice (född Richell Bonner i St. Andrew, Jamaica), (8 sep 1971 – ). Reggaesångare och artist. Bror till bl.a. Pliers i Chaka Demus.
- Rita Marley (född Alpharita Constantia Anderson i Santiago de Cuba, Kuba), (25 juli 1946 – ). Jamaicansk sångerska, gift med Bob Marley 10 feb 1966, mor till Ziggy Marley och Stephen Marley. Sjöng i trion The Soulettes vid mitten av 1960-talet och senare i den trestämmiga backup-kören I-Threes i Bob Marley & The Wailers.
- Robin Campbell
- Rocky Dawuni Ghanas främste reggaeartist.

## S
- Sean Paul
- Shabba Ranks
- Shaggy
- Sinéad O'Connor (född i Dublin, Irland), (8 dec 1966 – ) En av få kvinnliga reggaeröster; ett album med roots reggae.
- Sizzla; Sizzla Kolonji (född Miguel Orlando Collins i St Mary, Jamaica), (17 apr 1976 – ). Dancehall- och Conscious dancehall-artist.
- Slim Smith Sångare i rocksteady- och reggaevokalisterna Techniques omkring 1968 - 73.
- Solomon Jabby
- Stephen Marley (född som Stephen Nesta Marley i Kingston, Jamaica), (20 april 1972 – )
- Storsien (artist)

## T
- Tanya Stephens (född i Kingston, Jamaica), (2 juli 1973 – ). Den populäraste kvinnliga reggaesångerskan under 1990-talet, hade en stor hit med Yuh Nuh Ready fi Dis Yet 1997.
- Tenor Saw (född som Clive Bright i Kingston, Jamaica, död i Houston, Texas), (11 feb 1966 – 1988). Dancehallartist.
- Tappa Zukie eller Trapper Zukie Toaster.
- Tiken Jah Fakoly (född som Doumbia Moussa Fakoly Elfenbenskusten) (1968 - ). Samhällskritisk roots reggae-artist, uppvuxen bland kristna griots, konverterade till rastafari 1986.
- Tony "CD" Kelly
- Tony Rebel
- Toots Hibbert
- Turbulence (född i Jamaica), (1980 - )

## U
- U-Roy (född Ewart Beckford i Jones Town, Jamaica) (21 sep 1942 - ). Även kallad the Originator då han är upphovsman och initiativtagare till toasting i sound system-sammanhang och under 1970-talet i skivstudion, föregångare både till rap i USA samt ragga och dancehall på Jamaica.
- Upsetter ett av Lee "Sratch" Perrys artistnamn; husbandet i hans inspelningsstudio 1968 - 72 hette The Upsetters (eller The Hippy Boys och bestod av Alva Lewis, gitarr, Glen Adams, orgel, Aston "Family Man" Barrett, bas och Carlton Barrett, trummor. Bröderna Barrett flyttade 1972 över till The Wailers och spelade med Bob Marley fram till dennes död 1981.

## W
- Warrior King (född i Kingston, Jamaica), (27 juli 1979). Sjunger främst roots reggae med rastafari-budskap.
- Watty Burnett (född på Jamaica), (1949 – ). Ingår i vokalisttrion The Congos, eller Cedric Myton and the Congos.
- Wayne Marshall
- Wayne Wonder
- Winston Riley. Sångare i rocksteady- och reggaevokalisterna Techniques omkring 1968 - 73.

## Y
- Yabby You
- Yellowman (född Winston Foster i Negril, Jamaica), (1959 – ). 1980-talets främste diskjockey/toaster på Jam.

## Z
- Ziggy Marley (född David Nesta Marley i Kingston, Jamaica), (17 okt 1968 - ). Soloartist och även tillsammans med syskon sångare i Ziggy Marley and the Melody Makers. Son till Rita och Bob Marley.
- Zoe (född Zoe Mazah i Bong Town, Liberia, uppvuxen i München, Tyskland), (22 jan 1975 – )